# Virginia International Raceway
O Virginia International Raceway (também conhecido pela sigla VIR) é um autódromo localizado em Alton, no estado da Virgínia, nos Estados Unidos. O circuito oferece seis diferentes configurações, sendo a maior com 5,26 km de extensão com 17 curvas ao todo. O circuito foi inaugurado em 1957, e ficou fechado entre os anos de 1974 e 2000, recebe principalmente corridas de turismo e de motociclismo.